# Cumnock
Cumnock (Cumnag en gaélique (gd)) est une ville d'Écosse, située dans le council area de l'East Ayrshire, à la confluence de la Glaisnock Water et de la Lugar Water, dans la région de lieutenance d'Ayrshire and Arran, à 25 kilomètres à l'ouest d'Ayr. De 1975 à 1996, elle était la capitale administrative du district de Cumnock and Doon Valley, au sein de la région du Strathclyde. 

## Histoire
Cumnock est à l'origine un village minier avec aussi une forte population travaillant à l'aciérie locale. Cette imprégnation ouvrière fait qu'elle est un bastion du Parti travailliste. James Keir Hardie, l'un des fondateurs et premier président du Parti travailliste y a vécu une grande partie de sa vie.

## Personnalités

### Nées dans la ville
- Mark Bennett né en 1993 : joueur international écossais de rugby à XV

### Liées à la ville
- James Keir Hardie (1856-1915) : homme politique, y a vécu